# Framura
Framura (Framûa /fraˈmyːa/ in ligure) è un comune italiano sparso di 555 abitanti della provincia della Spezia in Liguria. La sede comunale è situata nella frazione centrale di Setta.

## Geografia fisica
Situata sulla costa ligure, la piccola località di Framura si trova all'interno di una delle tante insenature e calette, tipiche della costa frastagliata della riviera ligure di levante. Il monte Serro (421 m. s.l.m.) rappresenta la cima più elevata del territorio framurese ed appartiene all'area protetta delle Cinque Terre.
Attraversata da tanti piccoli torrenti e rivi il più interessante è il torrente Castagnola che sorge alle pendici del monte San Nicolao.

## Storia
(Agostino Giustiniani, stralcio di una descrizione del 1537 al cancelliere della Repubblica di Genova Jacopo Bracelli)

Fotografia della zona ferroviaria di Framura negli anni trenta del Novecento

La presenza degli antichi Liguri nel territorio è testimoniata da alcuni ritrovamenti archeologici.
Sede di una pagus in epoca romana, fu possedimento dell'impero bizantino e poi del Regno Longobardo.
Alla caduta del regno longobardo subentrarono i Franchi la cui dominazione lasciò traccia nel torrione carolingio che funge da campanile alla chiesa di San Martino della frazione di Costa.
Alla fine dell'Alto Medioevo il territorio framurese divenne feudo della famiglia Da Passano, originaria dell'omonima località presso Deiva Marina, che lasciò a testimonianza alcune fortificazioni del IX secolo.
Nel 1170 i Fieschi, conti di Lavagna, occuparono il castello di Frascario sottraendolo ai signori di Passano. Dopo una lunga controversia, il castello tornò in possesso di Genova. Dopo alterne vicende i possedimenti dei Passano furono amministrati dai Malaspina.
Nel XII secolo l'espansione della Repubblica di Genova nella riviera ligure di levante comprese anche il territorio framurese che andò a formare l'omonima podesteria, assoggettando anche le attuali frazioni deivesi di Passano e Piazza, e quindi dell'unica podesteria di Moneglia nel Capitaneato di Levanto.
Come tutte le coste tirreniche italiane, nei vari secoli anche Framura dovette difendersi dalle razzie turche, come testimoniano le sue tre torri di avvistamento.

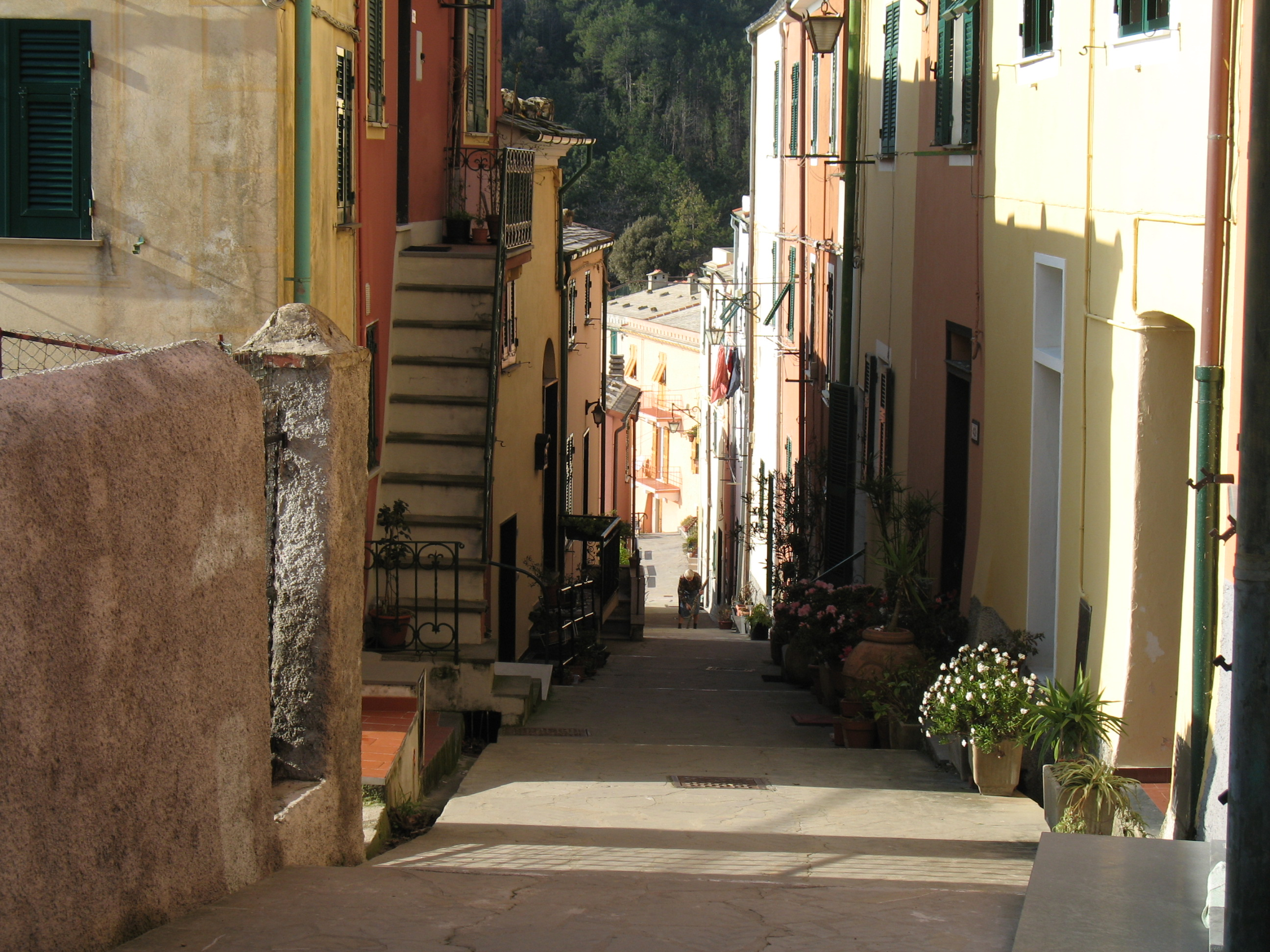
Scorcio del centro storico della frazione di Costa

Nel 1797 alla caduta della Repubblica genovese e con la dominazione napoleonica la municipalità di Framura rientrò dal 2 dicembre nel Dipartimento del Vara, con capoluogo Levanto, nell'ambito della Repubblica Ligure. Dal 28 aprile del 1798 con i nuovi ordinamenti francesi, Framura rientrò nel VII cantone, capoluogo Deiva Marina, della Giurisdizione di Mesco e dal 1803 centro principale del V cantone del Mesco nella Giurisdizione del Golfo di Venere. Annesso al Primo Impero francese, dal 13 giugno 1805 al 1814 venne inserito nel Dipartimento degli Appennini.
Caduto l'Impero napoleonico, nel 1815 fu inglobato nella provincia di Levante del Regno di Sardegna, così come stabilì il Congresso di Vienna del 1814, e successivamente nel Regno d'Italia dal 1861. 
Dal 1859 al 1927 il territorio fu compreso nel VI mandamento di Levanto del circondario di Levante facente parte della provincia di Genova prima e, con l'istituzione nel 1923, della provincia della Spezia poi.
Dal 1973 al 31 dicembre 2008 ha fatto parte della Comunità montana della Riviera Spezzina. Dal 5 dicembre 2014 al maggio 2019 ha fatto parte dell'Unione dei comuni Cinque Terre-Riviera.

### Simboli
Stemma
Gonfalone

Lo stemma e il gonfalone sono stati concessi con il decreto del presidente della Repubblica del 1º ottobre 1951.

## Monumenti e luoghi d'interesse

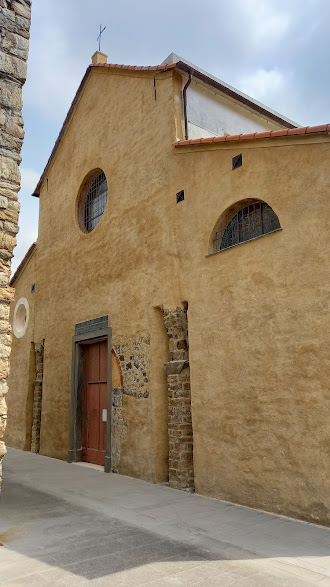
La chiesa parrocchiale di San Martino nella frazione di Costa

### Architetture religiose
- Chiesa della Madonna della Neve nella frazione di Anzo.
- Chiesa parrocchiale di San Lorenzo nella frazione di Castagnola. È antichissima ed è già nota nel XIII secolo. Custodisce una Deposizione di Gesù del pittore Luca Cambiaso.
- Chiesa parrocchiale di San Martino nella frazione di Costa, risalente al XII secolo e rimaneggiata tra il XV e XVI secolo.
- Cappella privata dei Santi Bernardo e Pasquale nella frazione di Ravecca.
- Cappella di San Rocco nella frazione di Setta. Decorata con rifiniture e stucchi di fine Settecento, in stile neoclassico, vi si custodisce il dipinto della Madonna col Bambino e i santi Rocco e Nicola, opera databile tra il XII e il XVIII secolo.

### Architetture civili
- Antico ospitale presso il centro storico della frazione di Costa. Secondo una lapide, apposta sulla facciata dell'edificio, fu voluto da Giuliano de Dugo e sarebbe risalente al 27 dicembre 1400.

### Architetture militari
- Torre carolingia (IX secolo), nella frazione di Costa.
- Torri di guardia del XVI secolo, risalenti alla dominazione genovese, nelle frazioni di Anzo e Setta.

### Aree naturali
- Orto botanico di Apicchi. Raccoglie alcune specie provenienti dai diversi ambienti del monte Serro tra i quali il timo e il finocchio di mare.
- Scoglio Ciamia.

## Società

### Evoluzione demografica
Abitanti censiti

### Etnie e minoranze straniere
Secondo i dati Istat al 31 dicembre 2019, i cittadini stranieri residenti a Framura sono 29.

### Istituzioni, enti e associazioni
- Associazione culturale "La Massocca" (la radice dell'albero).

## Geografia antropica
Il comune è costituito dalle cinque frazioni di Anzo, Castagnola, Costa, Ravecca, Setta (sede del municipio) per un totale di 18,86 km².
Confina a nord con il comune di Carrodano, ad ovest con quello di Deiva Marina, a sud est con quello di Bonassola e con quello di Levanto a nord est. La costa prominente è bagnata dal mar Ligure.

## Economia
L'economia framurese si basa soprattutto sulle attività recettive del turismo, sia vacanziero sia enogastronomico. Particolarmente sviluppato è il settore commerciale, con piccoli esercizi, solitamente a conduzione familiare.
Dalle cave viene estratto il marmo rosso di Levanto.
La località ha ottenuto dalla FEE-Italia (Foundation for Environmental Education) il conferimento della bandiera blu per la qualità delle sue spiagge.
Il comune fa parte del circuito dei borghi più belli d'Italia.

## Infrastrutture e trasporti

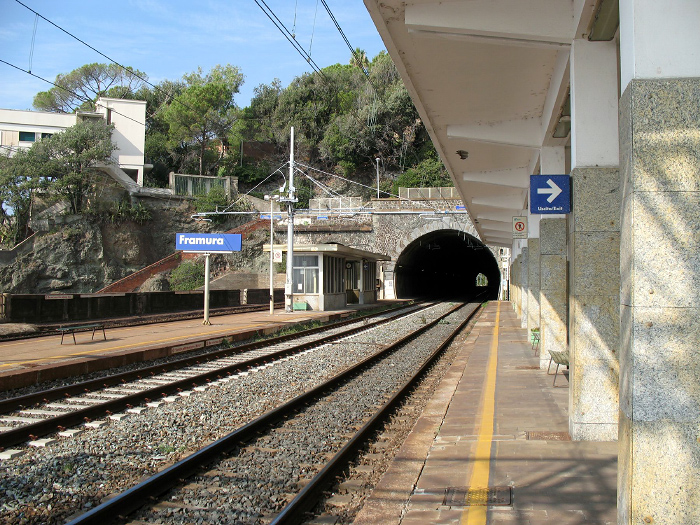
La stazione ferroviaria di Framura

### Strade
Il centro di Framura è attraversato principalmente dalla strada provinciale 41 che gli permette il collegamento stradale con la provinciale 40, nel comune di Deiva Marina, e la provinciale 42 di Reggimonti nel comune di Bonassola. Presso la frazione di Castagnola, proseguendo la strada provinciale 41, verso nord, si va ad intersecare con la strada statale 1 Via Aurelia, dove in direzione est si prosegue per La Spezia, oppure in direzione ovest, si continua per il passo del Bracco, il passo del Tagliamento e infine nella città di Sestri Levante (GE).

### Ferrovie
Framura è dotata di una stazione ferroviaria sulla linea Genova-Pisa.

### Mobilità urbana
La stazione ferroviaria, nei pressi del mare, è collegata alla zona alta di Framura (località Setta, Ravecca, Costa) tramite un servizio autobus a cura dell'ATC. Costa è servita anche da mezzi di AMT che collegano le località a Deiva Marina, Montaretto, Bonassola, Levanto e Sestri Levante (GE).

### Piste ciclabili
Framura è collegata al confinante comune di Bonassola grazie a una pista ciclabile; essa si sviluppa lungo il vecchio sedime ferroviario della Genova-Pisa, spostata verso monte nel 1970, e termina nel comune di Levanto per un totale di circa 5 km.

## Amministrazione

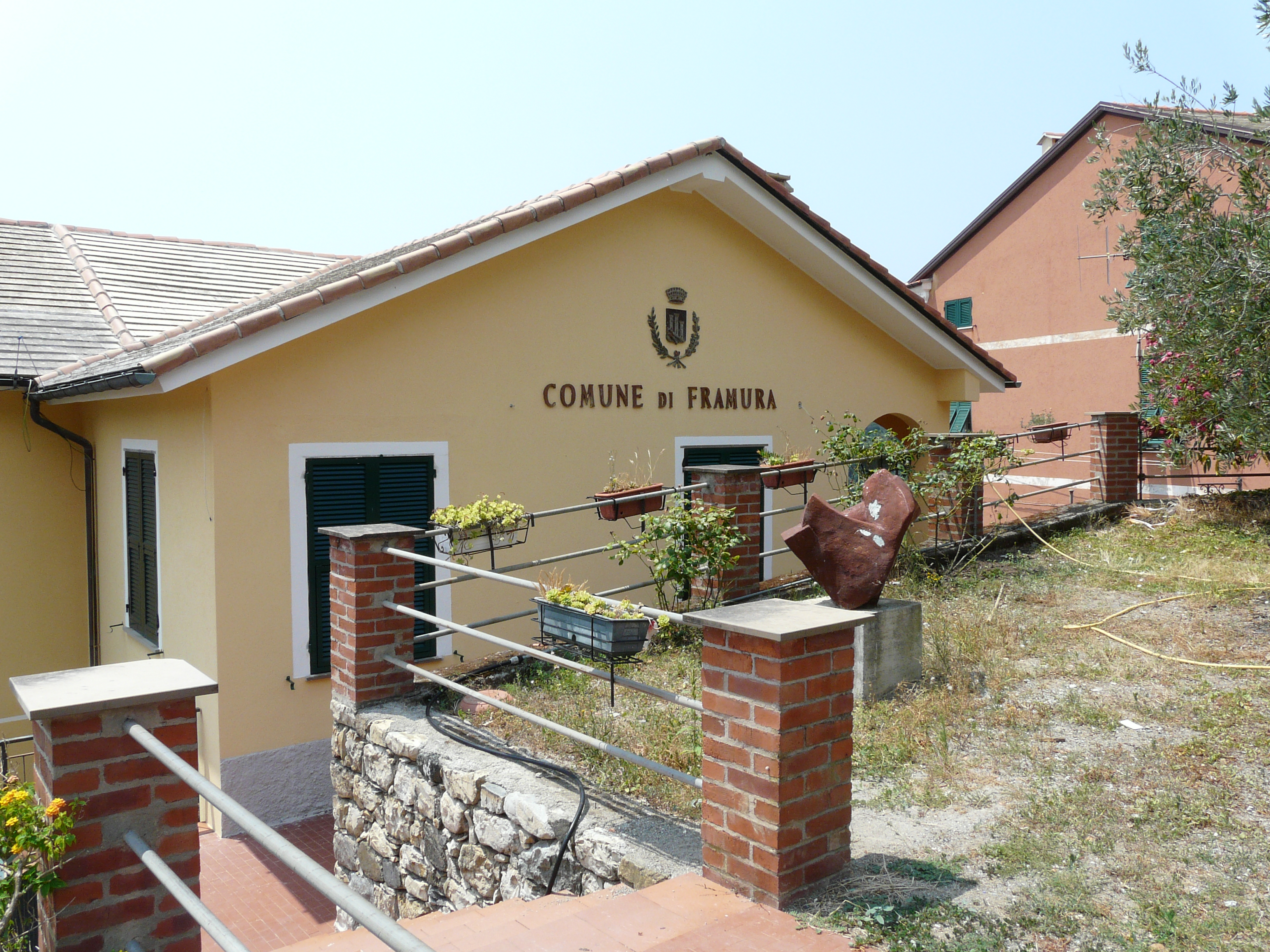
Il municipio presso la frazione di Setta

| Periodo        | Periodo        | Primo cittadino   | Partito                                          | Carica  | Note |
| -------------- | -------------- | ----------------- | ------------------------------------------------ | ------- | ---- |
| 27 giugno 1985 | 19 maggio 1990 | Ubaldo Carfagno   | Partito Socialista Italiano                      | Sindaco |      |
| 19 maggio 1990 | 24 aprile 1995 | Ubaldo Carfagno   | Partito Socialista Italiano                      | Sindaco |      |
| 24 aprile 1995 | 14 giugno 1999 | Luigi Passano     | lista civica di centro-sinistra                  | Sindaco |      |
| 14 giugno 1999 | 14 giugno 2004 | Luigi Passano     | lista civica di centro-sinistra                  | Sindaco |      |
| 14 giugno 2004 | 8 giugno 2009  | Giobatta Chiono   | lista civica di centro-sinistra                  | Sindaco |      |
| 8 giugno 2009  | 26 maggio 2014 | Andrea Da Passano | Partito Democratico                              | Sindaco |      |
| 26 maggio 2014 | 27 maggio 2019 | Andrea Da Passano | Noi di Framura (lista civica di centro-sinistra) | Sindaco |      |
| 27 maggio 2019 | 10 giugno 2024 | Andrea Da Passano | Noi di Framura (lista civica di centro-sinistra) | Sindaco |      |
| 10 giugno 2024 | in carica      | Andrea Da Passano | Noi di Framura (lista civica di centro-sinistra) | Sindaco |      |

## Sport
- U.S. Framura Montaretto, militante nel campionato di Seconda Categoria.